# Audi Q5
Audi Q5 är en SUV tillverkad av den tyska biltillverkaren Audi sedan 2008. Det första versionen har årsmodell 2009.
2012 (årsmodell 2013) uppdaterades Q5 med nya bränslesnålare motoralternativ och ny interiör. Samtidigt lanserades även en hybridversion.
I september 2016 meddelade Audi att det under början på 2017 kommer att släppa en ny version av bilen. Den nya modellen är större än sin föregångare trots att den numera väger mindre . Som exempel har bagageutrymmet utökats med ca 10 liter. 